# Середні віки на Україні
«Середні віки на Україні» — науковий збірник, виходив під грифом Інституту археології АН УРСР упродовж 1971—73 (Київ). Первісно планувався як періодичне видання, та цей задум не був реалізований. Вийшло 2 випуски. Відповідальний редактор — Ф.Шевченко. Збірник був заснований на хвилі піднесення культурного й наукового життя в УРСР впродовж 2-ї половини 1960-х — початку 1970-х рр. У тематичному та фахово-дисциплінарному планах охоплював не тільки проблеми археології і медієвістики, а й джерелознавства, історіографії та спеціальних історичних дисциплін у контексті вивчення історії українського середньовіччя. Низка публікацій на сторінках збірника, зокрема передмова Ф.Шевченка до першого випуску та стаття О.Компан «Проблеми українського середньовіччя», привернули увагу вчених поза межами України. Вживання дефініції «середні віки» трактувалося як своєрідна новація на теренах української радянської історіографії. Друкувалися статті та матеріали відомих учених, зокрема В.Барана, М.Брайчевського, Є.Веймарна, Я.Дашкевича, Я.Ісаєвича, П.Калениченка, О.Компан, О.Купчинського, М.Кучера, О.-Н.Мацюка, Д.Наливайка, О.Стрижака, Ф.Шевченка та ін. Видання збірника було припинене в межах ідеологічної кампанії «боротьби з буржуазним націоналізмом» та чистки в академічних інституціях 1972—73. Наклад другого випуску був вилучений із наукового обігу.